# جيمس بيلوشي
جيمس آدم بلوشي (15 يونيو 1954) ممثل، ومغني أمريكي والأخ الأصغر للممثل الأمريكي الشهير والراحل «جون بيلوشي», من أشهر أعماله التلفزيونية مسلسل وفقا لجيم.

## مرجع
- جيمس بلوشي من الموسوعة الإنجليزية

## روابط خارجية
- جيمس بيلوشي على موقع IMDb (الإنجليزية)
- جيمس بيلوشي على موقع روتن توميتوز (الإنجليزية)
- جيمس بيلوشي على موقع مونزينجر (الألمانية)
- جيمس بيلوشي على موقع قاعدة بيانات الأفلام العربية
- جيمس بيلوشي على موقع ألو سيني (الفرنسية)
- جيمس بيلوشي على موقع ميوزك برينز (الإنجليزية)
- جيمس بيلوشي على موقع تيرنر كلاسيك موفيز (الإنجليزية)
- جيمس بيلوشي على موقع أول موفي (الإنجليزية)
- جيمس بيلوشي على موقع قاعدة بيانات برودواي على الإنترنت (الإنجليزية)
- جيمس بيلوشي على موقع قاعدة بيانات الأفلام السويدية (السويدية)